# 碟式底片
1980年代攝影蔚為風潮時，柯達開始注意到攝影市場逐漸成熟，因此考慮向大眾消費市場推進，於是以輕巧隨身攜帶為設計導向，在1982年5月18日推出一系列的碟式底片和專用相機。

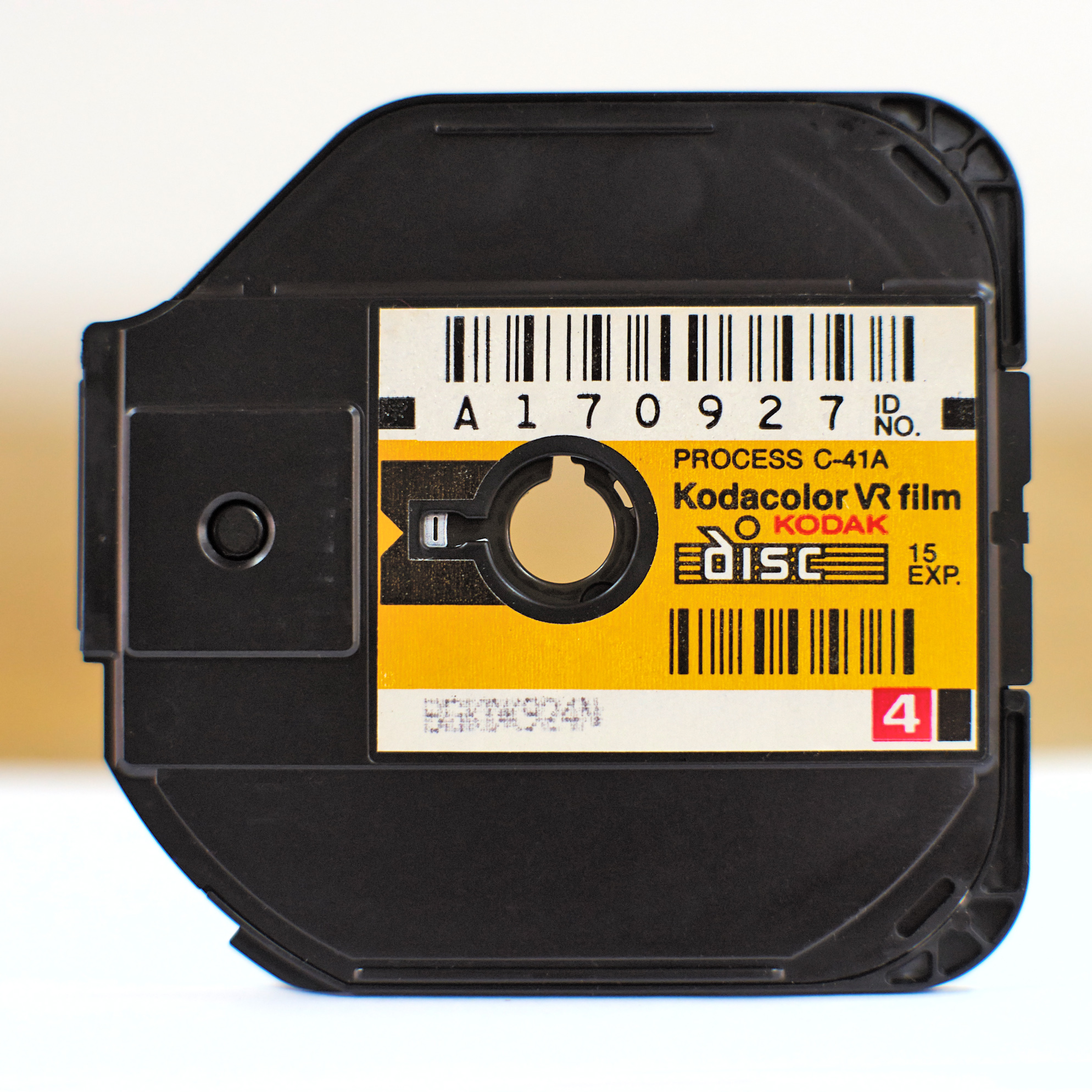
碟式底片匣

## 底片規格
在一個密閉式的圓碟當中，每隔24度的夾角，便有一張8X10毫米的獨立底片室。每張碟式底片共可拍15張照片。消費者只要將底片裝入專用的相機，就可以輕鬆使用。過程當中可以隨時取出，換置於另一部相同規格的相機繼續使用，底片本身並不會因此而曝光。

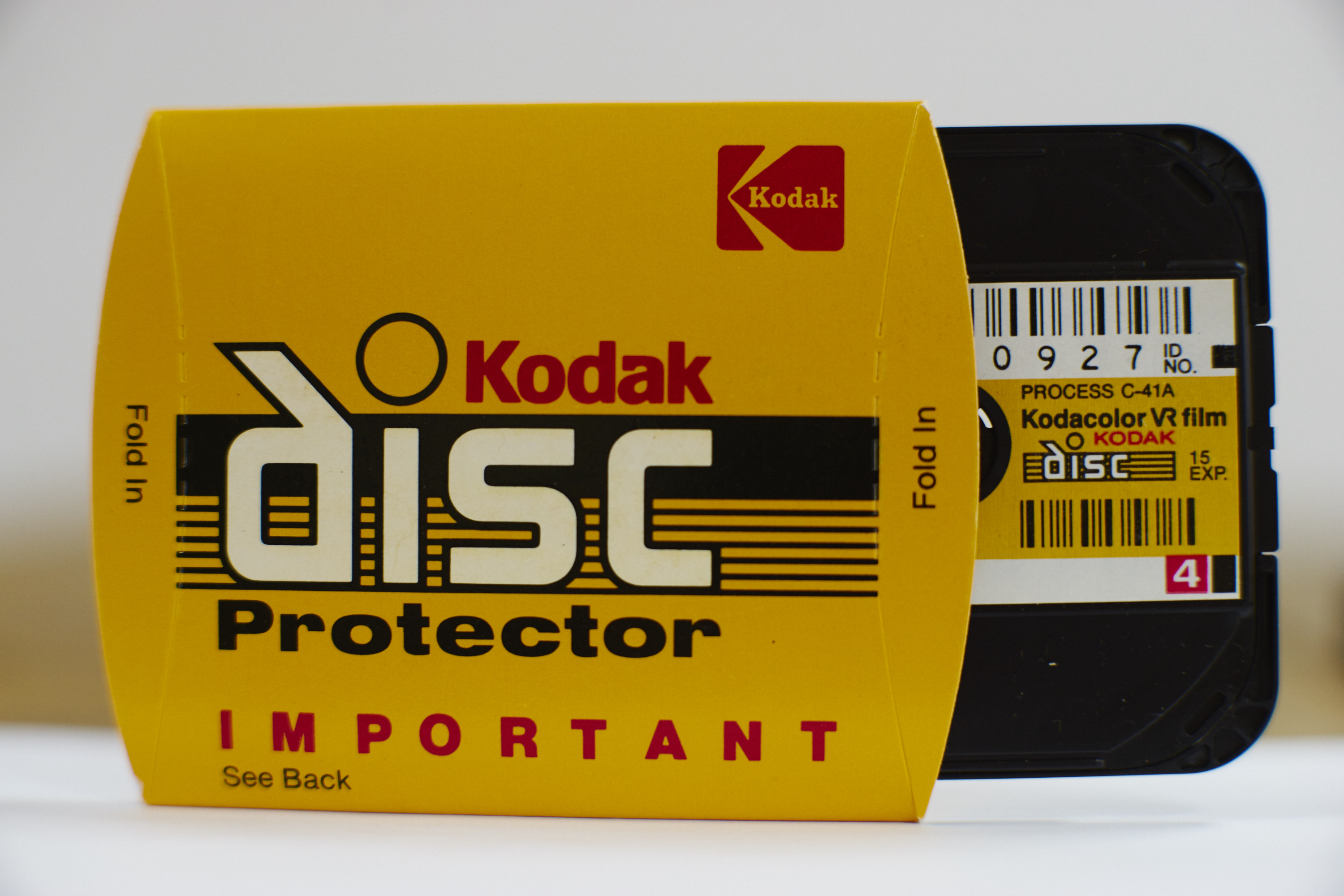
碟式底片與包裝盒

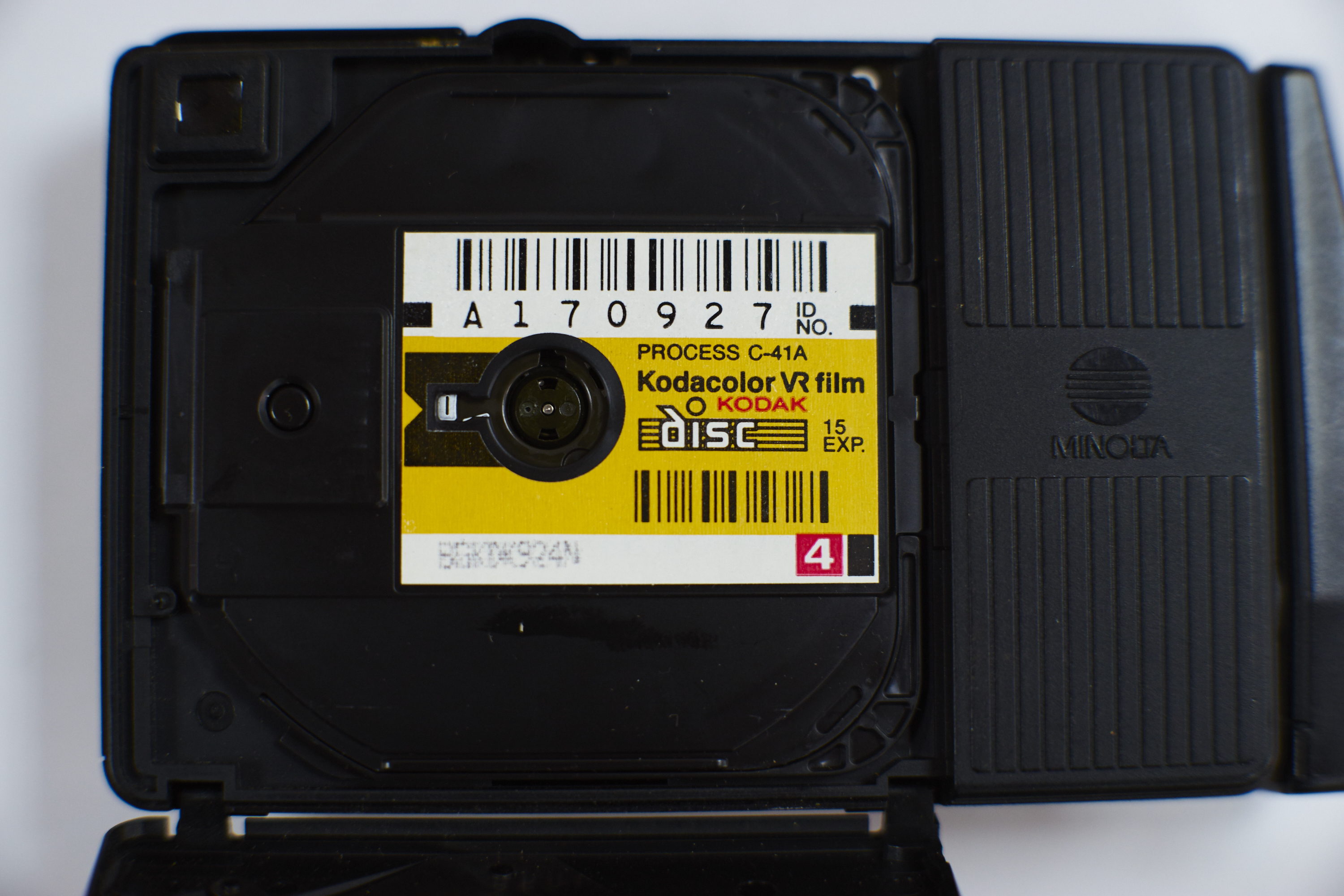
填裝入碟式底片的專用相機

## 上市反映
碟式相機在柯達首先推出3款之後，日本的美能達也跟進推出DISC_7機種，輕巧和方便使用的特性，讓女性消費者尤其推崇，甚至時尚品牌Coureges亦與美能達推出聯名品牌，主打精品消費市場，不過好景不常，底片本體的規格限制，讓之後市場接受度難以提升。
碟式底片需要搭配專用的沖洗鏡頭，而往往店家不願意額外採購這種配備，因此無法將正確的畫質完整沖印，某些消費者希望照片可以放大使用，也無法達到要求，1985年美能達推出能自動對焦的135底片相機之後，碟式系列的銷售狀態每況愈下。

## 市場淘汰
雖然柯達和美能達兩個品牌，先後共推出十餘種的碟式底片專用機，但是面對自動對焦相機的競爭壓力，以及後來90年代末期數位相機的崛起，柯達終於在1999年12月31日停止生產碟式底片，雖然3M、柯尼卡和富士底片，先後持續生產了相當的時間，但是數位相機的取而代之，仍舊讓碟式底片走入歷史。

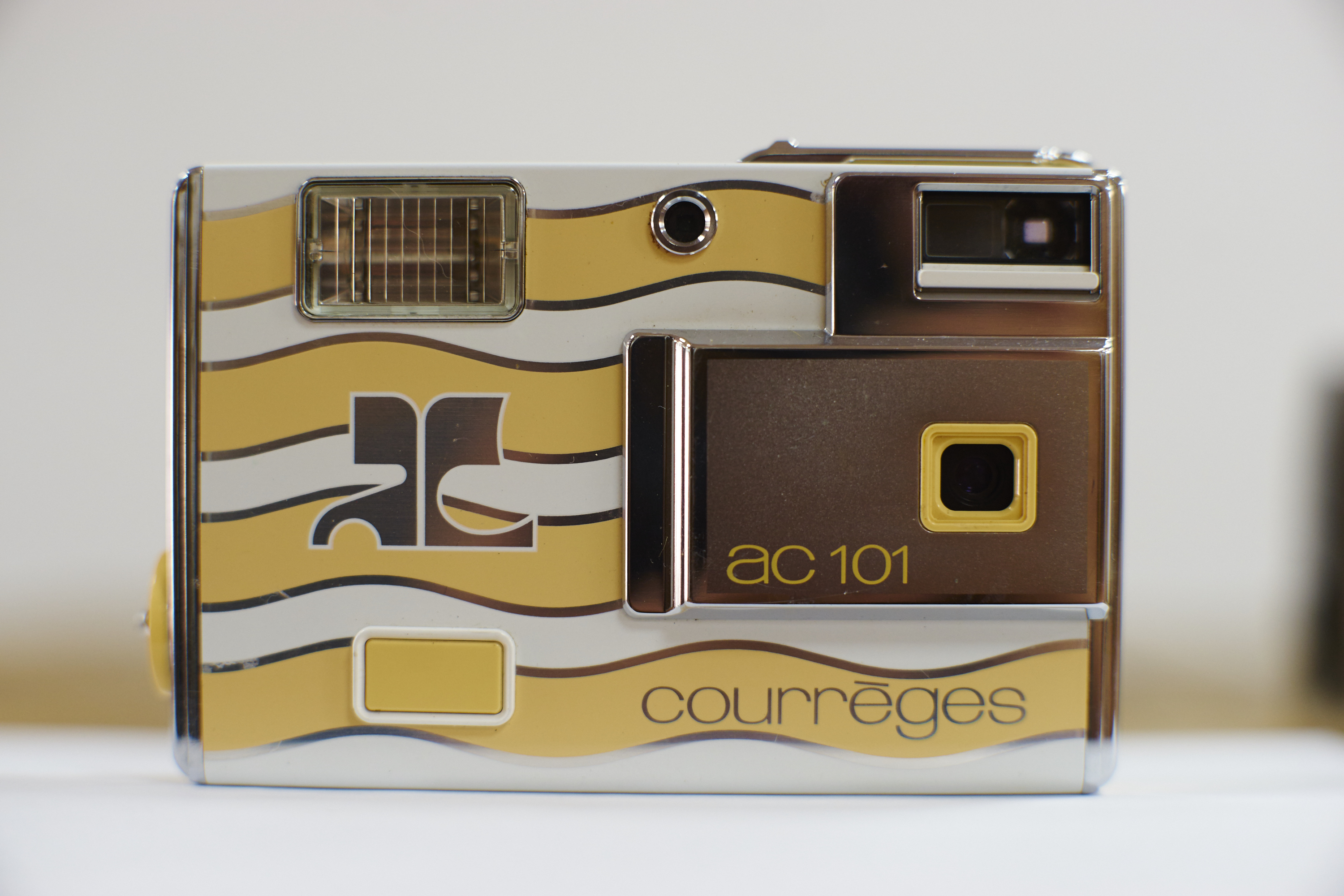
碟式底片專用機種

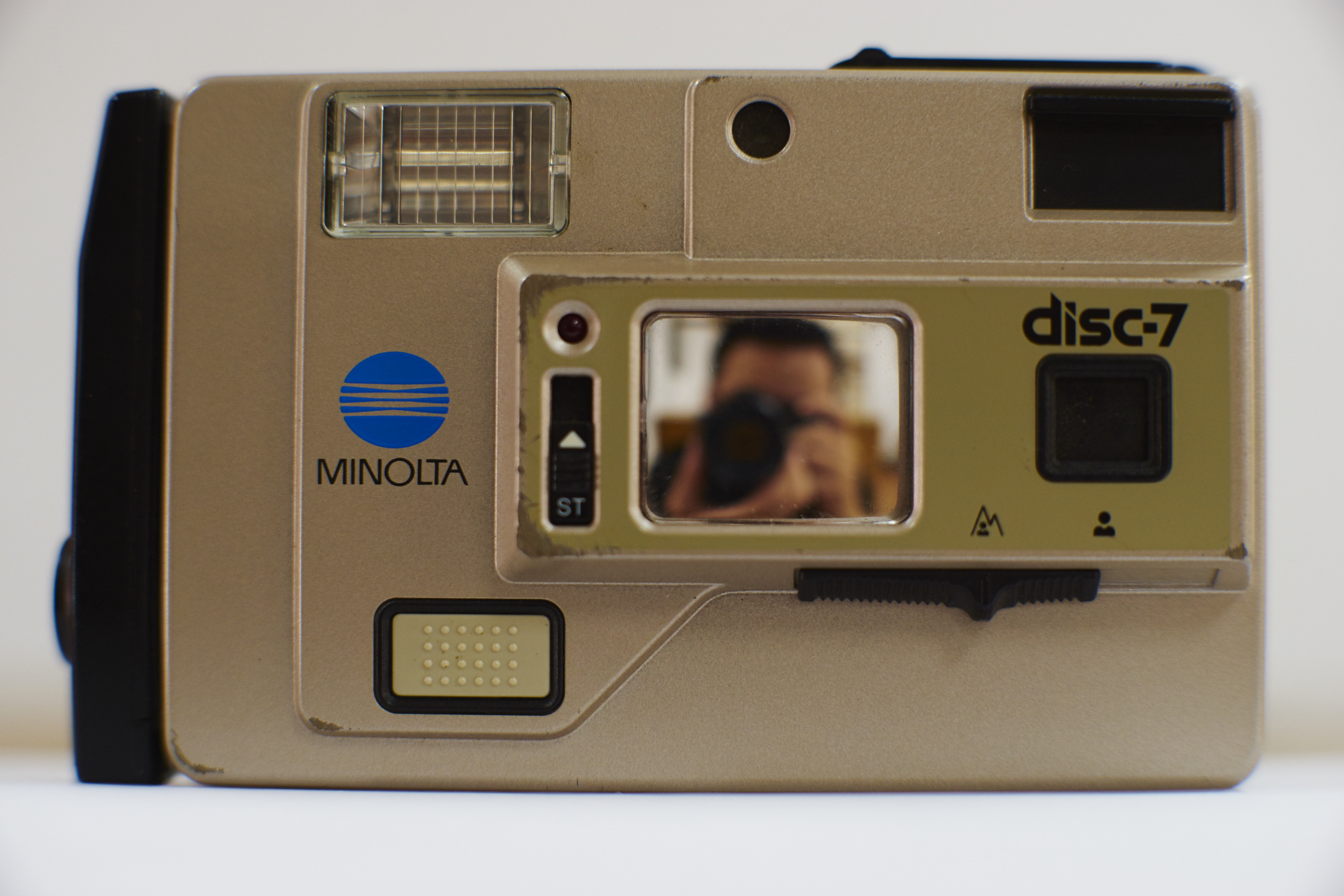
碟式底片專用機

## 相關資料
1. ↑  .   [2015-11-06]. （原始内容存档于2015-12-04）.
2. ↑  . zupu.info.   [2015-11-06]. （原始内容存档于2016-03-04）.
3. ↑  Minolta DISC-7/5和AC 301/101：漂亮的碟式底片相機